# كينيث أندرسون (لاعب كرة قدم)
كينيث أندرسون (بالإنجليزية: Kenneth Anderson)‏ هو لاعب كرة قدم بريطاني (وحمل سابقاً جنسية المملكة المتحدة لبريطانيا العظمى وأيرلندا) في مركز حراسة المرمى، ولد في 23 يوليو 1875 في غلاسكو في المملكة المتحدة، وتوفي في 27 أغسطس 1900. شارك مع منتخب اسكتلندا لكرة القدم. أما مع النوادي، فقد لعب مع نادي كوينز بارك.

## وصلات خارجية
- كينيث أندرسون على موقع الاتحاد الإسكتلندي (الإنجليزية)
- كينيث أندرسون على موقع قاعدة بيانات كرة القدم.إي يو (الإنجليزية)